# Clandestine Insurgent Rebel Clown Army

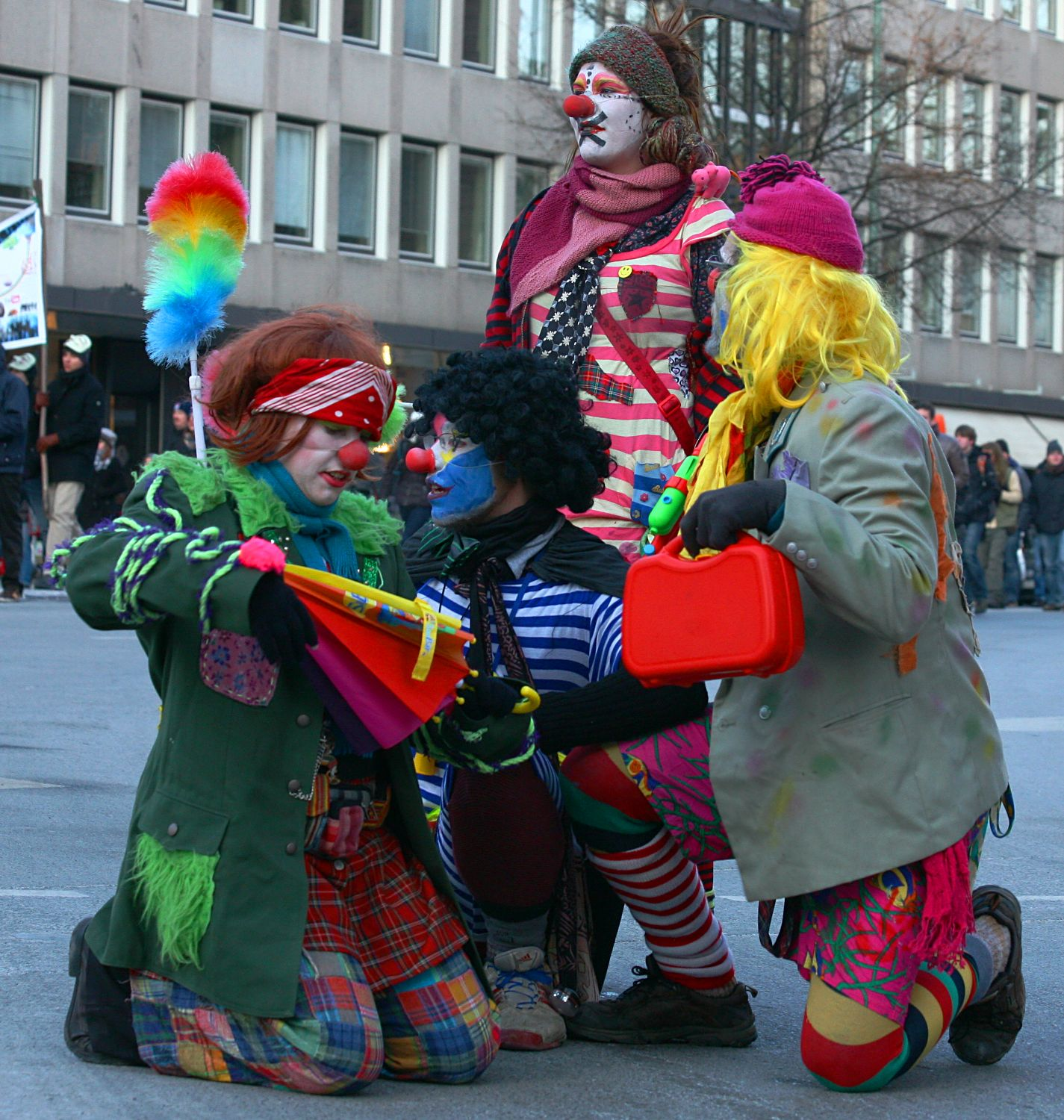
Miembros de CIRCA en una manifestación en Frankfurt

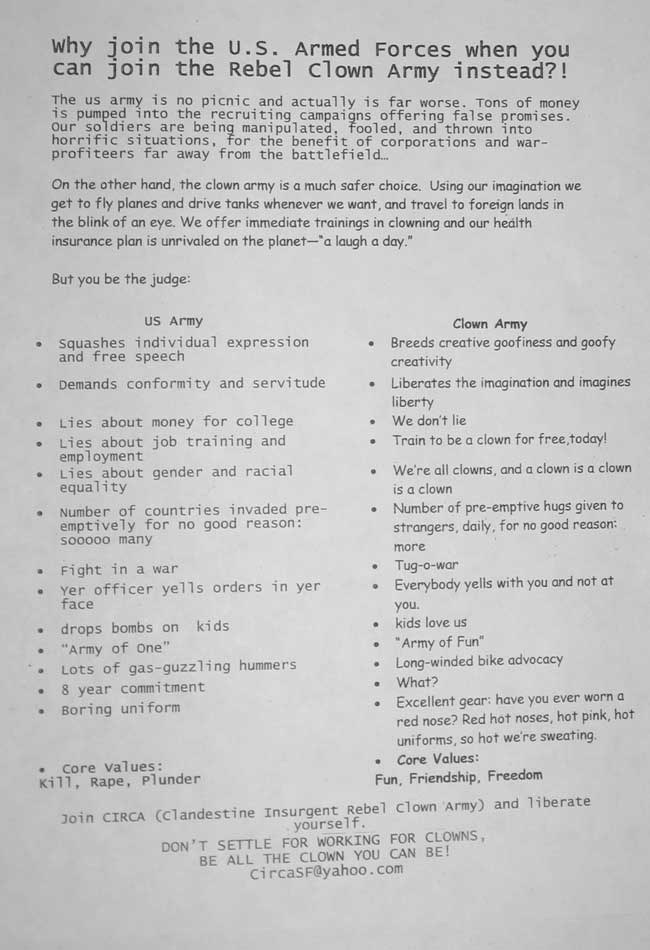
Cartel de reclutamiento de CIRCA, con una comparación lado a lado con los incentivos, estándares y valores del Ejército de los Estados Unidos.

El Clandestine Insurgent Rebel Clown Army o Ejército Insurgente, Rebelde y Clandestino de Payasos (también conocido como CIRCA por sus siglas en inglés o Clown Army)es un grupo activista de izquierda antiautoritario que utiliza técnicas clown y no violentas para actuar contra la globalización corporativa, la guerra y otros asuntos. El grupo se originó alrededor del año 2003 en el Reino Unido.

## Historia
CIRCA surgió del movimiento de acción directa y ha participado en protestas contra la visita de George W. Bush al Reino Unido en 2003 y en manifestaciones contra la invasión de Irak en 2003.
El grupo fue particularmente destacado en muchas de las acciones organizadas en torno a la 31.ª cumbre del G8 celebrada en Gleneagles durante julio de 2005. Miembros de CIRCA entretuvieron a niños en Auchterarder mientras esperaban permiso para marchar cerca de la cumbre.
CIRCA tiene grupos activos en el Reino Unido, Irlanda, los Países Bajos, Bélgica, Francia, Dinamarca, Alemania e Israel, y han aparecido muchos otros grupos que se han inspirado en el trabajo del grupo original. [cita requerida]

## Apariencia
Aquellos que participan en las acciones de CIRCA generalmente se visten con ropa de camuflaje de estilo militar complementada con adornos de colores brillantes y logotipos políticos. Los disfraces crean una atmósfera cómica y sirven para mantener el anonimato durante las protestas. Los 'armamentos' generalmente se limitan a plumeros, aunque algunos llevan pistolas de agua. El conjunto completo del disfraz y el maquillaje tradicional de payaso (que generalmente consiste en una cara blanca y una nariz roja) crea una sensación de ridículo que busca desafiar las ideas preconcebidas de los activistas radicales. 

## Creencias
CIRCA afirma que el grupo va más allá de simplemente vestirse y ser juguetón. También hay una psicología que informa sus acciones: el personaje de payaso se puede usar para calmar situaciones tensas e interactuar con la policía en situaciones de orden público. Para aprender esto, los 'reclutas' deben participar en un taller de capacitación, también conocido como Big Shoe Camp, antes del despliegue.
En un artículo sobre las protestas del G8, Edinburgh Evening News describió a CIRCA como "un grupo escindido anarquista", pero un miembro de la organización negó esto, diciendo que mientras algunos miembros se describirían a sí mismos como anarquistas " ... la mayoría se consideraría a sí mismo horizontalistas donde involucramos a las personas sin la necesidad de líderes " .

### Enlaces archivados
- Ejército francés de payaso
- Ejército danés de payasos
- Archivo del sitio web de Patrulla de Aburrimiento

- Datos: Q1095020
- Multimedia: Clandestine Insurgent Rebel Clown Army / Q1095020